# Liste des présidents du conseil départemental du Nord
Dans le Nord, un président du conseil départemental, à la tête d’administrations dans le département, est élu par le conseil départemental. Ce dernier est élu au suffrage universel direct depuis la loi du 3 juillet 1848 lors des élections cantonales, devenues départementales. Les dernières en date, celles de juin 2021 ont vu un conseil départemental majoritairement axé à droite.
Élu le 22 mars 2015 à la suite des élections départementales dans le Canton de Douai, l’actuel président, Christian Poiret, est désigné président le 1er juillet 2021.

## Présidents du conseil général du Nord depuis l'an VIII
| Date d'élection | Identité                                  | Parti                          | Qualité |
| --------------- | ----------------------------------------- | ------------------------------ | --- |
| An VIII - 1809  | Baron Louis Joseph de Warenghien de Flory | Bonapartiste                   | Conseiller au Parlement de Flandres en 1765, Baron de l'Empire en 1813, Premier président de la Cour d'appel de Douai, en 1803, Député du Nord du 12 mai 1815 au 13 juillet 1815. |
| 1810 - 1816     | Louis Gossuin                             | Centre                         | Député du Nord de 1789 à 1791 puis de 1818 à 1823,. |
| 1817 - 1819     | Louis Potteau d'Hancardrie                | Ultras puis Droite légitimiste | Député du Nord de 1815 à 1816 puis de 1818 à 1830,. |
| 1819 - 1819     | Louis Gossuin                             | Centre                         | Député du Nord de 1789 à 1791 puis de 1818 à 1823,. |
| 1820 - 1821     | Louis Potteau d'Hancardrie                | Ultras puis Droite légitimiste | Député du Nord de 1815 à 1816 puis de 1818 à 1830,. |
| 1822 - 1829     | Jean-Baptiste Joseph de Muyssart          | Ultras                         | Maire de Lille de 1816 à 1830, Député du Nord de 1820 à 1827,. |
| 1830 - 1831     |                                           |                                | Pas de session. |
| 1831 - 1832     | François Barrois-Virnot                   | Majorité ministérielle         | Maire de Lille en 1830 , Député du Nord de 1830 à 1834, Président de la Chambre de commerce de Lille de 1820 à 1823,. |
| 1832 - 1833     | Maximilien Farez                          |                                | Député du Nord de 1805 à 1815. |
| 1833 - 1834     | Pierre de Brigode de Kemlandt             |                                | Maire de Camphin-en-Pévèle de 1817 à 1844, Conseiller général du canton de La Bassée et de Seclin de 1836 à 1845. |
| 1834 - 1838     | François-Louis-Auguste Ferrier            |                                | Directeur général des douanes de Dunkerque, Pair de France en 1842, Conseiller général des cantons de Gravelines et de Bourbourg de 1833 à 1849,. |
| 1839 - 1840     | Charles-Édouard de Montozon               | Majorité ministérielle         | Maire de Lallaing, Député du Nord de 1830 à 1845, Conseiller général pour les cantons de Douai-Nord et Marchiennes. |
| 1840 - 1845     | François-Louis-Auguste Ferrier            |                                | 2e mandat,. |
| 1846 - 1847     | Adolphe Delespaul                         | Opposition dynastique          | Député du Nord de 1834 à 1849, Conseiller général des cantons de Lille-Sud-Ouest et d'Haubourdin. |
| 1848 - 1849     | Antoine Philibert Marchant                | Centre                         | Député du Nord de 1838 à 1846 et de 1849 à 1851, Sénateur du Nord de 1852 à 1859, Conseiller général des cantons de Bavay et Maubeuge de 1834 à 1859. |
| 1850 - 1851     | Paul Danel                                |                                | Président de la Cour d'appel de Douai, Conseiller général des cantons de Douai-Ouest et d'Orchies (1845-1848), Conseiller général du Douai-Ouest (1848-1873). |
| 1852 - 1859     | Antoine Philibert Marchant                | Centre                         | 2e mandat. |
| 1860 - 1869     | Auguste Mimerel                           | Bonapartiste                   | Comte de l'Empire en 1866, Sénateur du Nord de 1852 à 1870, Député du Nord de 1849 à 1851, Conseiller général de Roubaix de 1839 à 1869, Maire de Roubaix de 1834 à 1835. |
| 1870 - 1873     | Paul Danel                                |                                | 2e mandat. |
| 1874 - 1879     | Charles Plichon                           | Union des Droites              | Ministre des Travaux publics du 15 mai 1870 au 10 août 1870 dans le gouvernement Émile Ollivier, Député du Nord de 1846 à 1848 et de 1857 à 1888, Conseiller général du canton de Bailleul-Sud-Ouest à partir de 1871. |
| 1880 - 1891     | Achille Testelin                          | Union républicaine             | Député du Nord de 1849 à 1851 et de 1871 à 1875, Sénateur inamovible du Nord de 1875 à 1891, Conseiller général du canton de Lille-Centre de 1848 à 1851 puis de 1889 à 1891, Conseiller général du canton de Lille-Sud-Ouest de 1867 à 1889, Préfet du Nord en 1870. |
| 1892 - 1896     | Charles Seydoux                           | Parti Républicain et libéral   | Conseiller général du canton du Cateau-Cambrésis de 1877 à 1896. |
| 1896 - 1904     | Henri Sculfort                            | Gauche démocratique            | Conseiller général du canton de Maubeuge-Nord à partir de 1880, Sénateur du Nord de 1908 à 1914. |
| 1904 - 1908     | Évrard Éliez-Évrard                       | Union démocratique             | Maire de Berlaimont de 1878 à 1908, Député du Nord de 1889 à 1906, Sénateur du Nord de 1906 à 1908, Conseiller général du canton de Berlaimont de 1880 à 1908. |
| 1908 - 1910     | Paul Bersez                               | Gauche démocratique            | Maire de Cambrai de 1897 à 1912, Député du Nord de 1898 à 1906, Sénateur du Nord de 1906 à 1940, Conseiller général du canton de Cambrai-Ouest à partir de 1904. |
| 1910 - 1922     | Georges Vancauwenberghe                   | Progressistes                  | Maire de Saint-Pol-sur-Mer de 1879 à 1910, Conseiller général du canton de Dunkerque-Ouest de 1905 à 1922. |
| 1922 - 1928     | Auguste Potié                             | Gauche démocratique            | Sénateur du Nord de 1903 à 1939, Conseiller général du canton d'Haubourdin de 1892 à 1928, Maire d'Haubourdin de 1900 à 1935,. |
| 1928 - 1933     | Albert Mahieu                             | Radical de gauche              | Ministre de l'Intérieur du 20 février au 3 juin 1932, Sénateur du Nord de 1924 à 1940 (Vice-président de 1936 à 1939), Conseiller général du canton de Dunkerque-Ouest de 1922 à 1928, puis de Dunkerque-Est de 1929 à 1937, Maire de Rosendaël de 1929 à 1935. |
| 1933 - 1934     | Daniel Vincent                            | Radical                        | Maire de Le Quesnoy de 1919 à 1940, Député du Nord de 1910 à 1927, Sénateur de 1927 à 1940, Conseiller général du canton de Berlaimont de 1921 à 1934, Ministre de 1917 à 1926. |
| 1934 - 1936     | Albert Mahieu                             | Radical de gauche              | 2e mandat. |
| 1937 - 1940     | Jean-Baptiste Lebas                       | SFIO                           | Ministre du Travail de 1936 à 1937, Député du Nord de 1919 à 1928 et de 1932 à 1942, Conseiller général du canton de Roubaix-Ouest de 1910 à 1922, puis de Roubais-Est de 1928 à 1940, Maire de Roubaix de 1912 à 1915 et de 1918 à 1940. |
| 1945 - 1946     | Augustin Laurent                          | SFIO                           | Ministre des Postes et Télécommunication de 1944 à 1945, Ministre de la France d'outre-mer de 1946 à 1947, Député du Nord de 1936 à 1942 et de 1946 à 1951, Conseiller général du canton de Pont-à-Marcq de 1931 à 1967, Maire de Lille de 1955 à 1973. |
| 1946 - 1947     | Ernest Couteaux                           | SFIO                           | Député du Nord de 1919 à 1928 et de 1932 à 1936, Conseiller de la République de 1946 à 1947, Conseiller général du canton de Saint-Amand-les-Eaux-Rive droite de 1913 à 1940, Maire de Saint-Amand-les-Eaux de 1919 à 1943 et en 1947. |
| 1947 - 1955     | Augustin Laurent                          | SFIO                           | 2e mandat. |
| 1955-1955       | Jules Emaillé                             | MRP                            | Sénateur du Nord de 1959 à 1965, Conseiller général du canton d'Orchies de 1945 à 1964, Maire de Saméon. |
| 1955 - 1967     | Augustin Laurent                          | SFIO                           | 3e mandat. |
| 1967 - 1973     | Victor Provo                              | SFIO puis PS                   | Sénateur du Nord de 1974 à 1977, Député du Nord de 1952 à 1958, Maire de Roubaix de 1942 à 1977, Conseiller général du canton de Roubaix-Est de 1949 à 1973, Vice-président de la Communauté urbaine de Lille de 1967 à 1971. |
| 1973 - 1985     | Albert Denvers                            | PS                             | Sénateur du Nord de 1946 à 1956, Député de la Onzième circonscription du Nord de 1956 à 1986, Député de la Douzième circonscription du Nord de 1988 à 1993, Conseiller général du canton de Gravelines de 1937 à 1985, Maire de Gravelines de 1947 à 1965 et de 1977 à 1995, Président-fondateur de la Communauté urbaine de Dunkerque de 1968 à 1995,, Conseiller municipal de Dunkerque de 1965 à 1977. |
| 1985 - 1992     | Bernard Derosier                          | PS                             | Député de la Deuxième circonscription du Nord de 1978 à 2012, Conseiller général du canton de Lille-Est de 1973 à 2011, Maire délégué de Hellemmes-Lille de 1983 à 2001. |
| 1992 - 1998     | Jacques Donnay                            | RPR                            | Député européen de 1994 à 1999, Sénateur du Nord de 1999 à 2001, Conseiller général du Canton de Lille-Centre de 1982 à 1999. |
| 1998 - 2011     | Bernard Derosier                          | PS                             | 2e mandat. |
| 2011 - 2014     | Patrick Kanner                            | PS                             | Conseiller général du canton de Lille-Sud-Ouest depuis 1998, Adjoint au maire de Lille de 1989 à 2014. Démissionne de la présidence à la suite de sa nomination en tant que Ministre de la Ville, de la Jeunesse et des Sports, dans le gouvernement Valls 2. |
| 2014 - 2015     | Didier Manier                             | PS                             | Conseiller général du Canton de Villeneuve-d'Ascq-Nord depuis 1998, Conseiller municipal de Villeneuve-d'Ascq depuis 1995. |
| 2015-2021       | Jean-René Lecerf                          | Les Républicains puis DVD      | Sénateur du Nord de 2001 à 2015, Maire de Marcq-en-Barœul de 1994 à 2001, Conseiller général du Canton de Marcq-en-Barœul de 1988 à 2013, Conseiller municipal de Lille de 2014 à 2020, Conseiller départemental du Canton de Lille-2 depuis 2015. |
| Depuis 2021     | Christian Poiret                          | DVD                            | Maire de Lauwin-Planque depuis 1995, Conseiller général du Canton de Douai-Sud-Ouest de 2001 à 2015, 1er vice-président du Conseil départemental du Nord de 2015 à 2021, Conseiller départemental du Canton de Douai depuis 2015, Président de Douaisis Agglo depuis 2009. |